# 張習 (成化進士)
張習（1433年—？），字企翱，直隸蘇州府吳縣人，民籍。明朝政治人物。進士出身。

## 生平
成化四年（1468年）戊子科應天鄉試第八十八名。成化五年（1469年）聯捷乙丑科會試第二十六名，殿試登進士第二甲第四名，歴官禮部主事。成化十八年（1482年）擔任廣東按察司僉事。

## 家族
曾祖父張貞吉、祖父張孟恭、父亲張曉初。